# Skënder Selimi
Skënder Selimi (ur. 1933 w Pogradcu, zm. 15 września 2015 w Tiranie) – albański choreograf i baletmistrz.

## Życiorys
W czasie II wojny światowej działał w ruchu oporu, w tym czasie stracił oboje rodziców. Po zakończeniu wojny studiował w Akademii Wojskowej w Tiranie. Przerwał karierę wojskową i zaczął występować w spektaklach baletowych, pod kierunkiem sowieckich reżyserów pracujących w Albanii. Studia z zakresu choreografii odbył w moskiewskiej GITIS, w klasie Rostisława Zacharowa.
Po powrocie do kraju przygotowywał choreografię do widowisk baletowych i operowych, wystawianych na scenie Teatru Opery i Baletu w Tiranie. Był twórcą pierwszego albańskiego wodewilu Mirela. W 1972 został odsunięty przez władze komunistyczne, kiedy dopatrzono się w jego balecie Alba nadmiernego nowatorstwa i błędów formalnych. Powrócił do Tirany w 1981 i objął katedrę choreografii w stołecznej Akademii Sztuk. Był pierwszym albańskim choreografem, który uzyskał tytuł profesora. Napisał kilka podręczników z zakresu choreografii i historii baletu, a także monografie albańskich tańców ludowych.